# Hola y adiós, historias de aeropuerto
Hola y adiós, historias de aeropuerto es un docu-reality chileno emitido en Canal 13, basado en el programa homónimo producido por el canal argentino Telefe.
Fue estrenado el 14 de noviembre de 2017 y su primera temporada finalizó el 30 de enero de 2018. En 2024 se confirma el regreso del programa con la conducción de Karla Constant y el estreno esta previsto para el año 2025.
El programa muestra las historias de los pasajeros del Aeropuerto Internacional Arturo Merino Benítez, en Pudahuel, Santiago, a través de entrevistas improvisadas a personas que recibían o despedían a familiares o amigos que entraban o salían de Chile.